# 4215 Камо
4215 Камо (4215 Kamo) — астероїд головного поясу, відкритий 14 листопада 1987 року.
Тіссеранів параметр щодо Юпітера — 3,507.